# Sylte

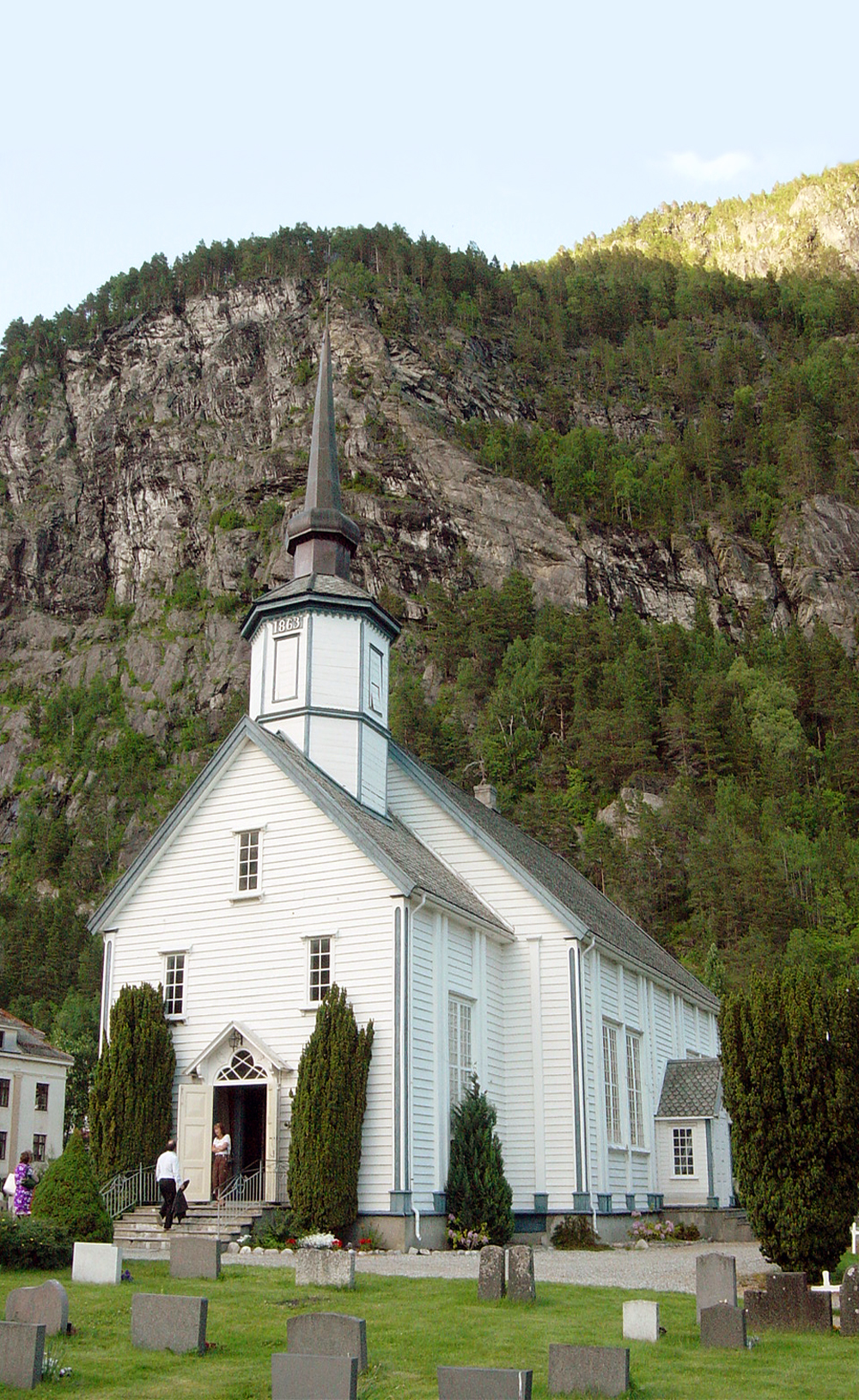
Église de Sylte.

Sylte (ou Valldal) est un village norvégien, centre administratif de la kommune de Norddal (comté de Møre og Romsdal). Il est situé sur la rive nord du Norddalsfjord, juste à l'ouest du Tafjord,  et à l'embouchure de la Valldøla. Sa population (2012) est de 411 habitants.

## Économie
Le village est le site de plusieurs industries : production de ciment, de bois, pisciculture.

## Lieux
- Église en bois datant de 1863.